# بلبل بورنئویی
بلبل بورنئویی (نام علمی: Rubigula montis) عضوی از خانواده بلبلان از پرندگان گنجشک‌سان و بومی جزیره بورنئو است.
تا سال ۲۰۰۸، بلبل بورنئویی با بلبل‌های کلاه‌سیاه، کاکل‌سیاه، گلویاقوتی و گلوآتشی هم‌گونه در نظر گرفته می‌شد. برخی از مراجع بلبل بورنئویی را زیرگونه‌ای از بلبل کلاه‌سیاه دانسته‌اند.
بلبل بورنئویی دارای کاکل سیاه، گلوی زرد و چشمان قهوه‌ای است.
بلبل بورنئویی از میوه‌ها و حشرات تغذیه می‌کند.